# Cerámica cicládica

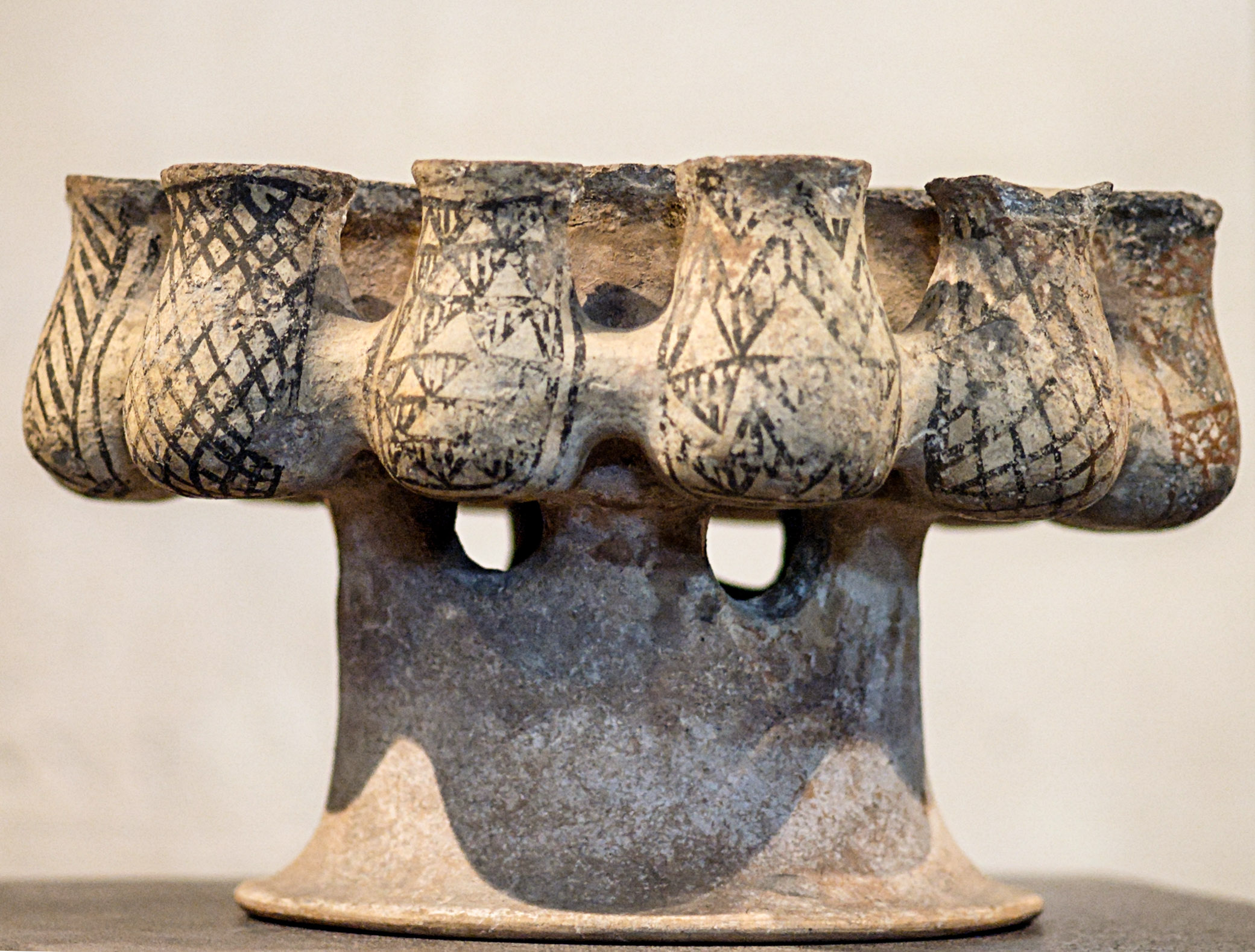
Kernos encontrado en una tumba de Milo (c.2000 a. C.)

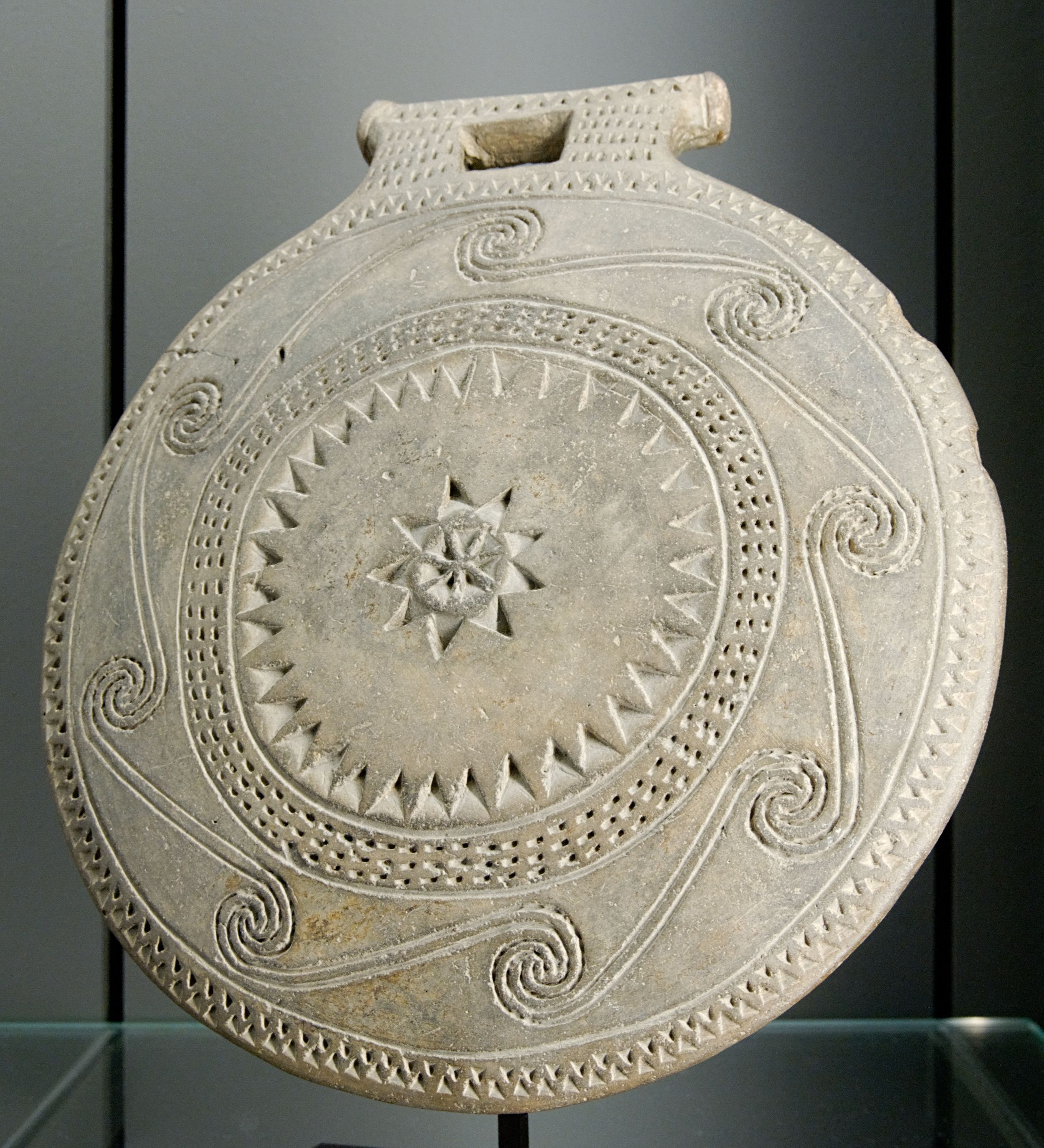
“Sartén” cicládica con decoración en espiral. Cicládico inicial I–II (ca. 2700 a. C.)

La cerámica cicládica es la cerámica producida en la Edad del Bronce Antigua (entre 3200 y 2000 a. C.) por artesanos de la denominada Civilización cicládica. Incluye una gran variedad de formas, entre las cuales hay dos que pueden destacarse como las más características de esta cultura: el kernos y la «sartén».

## Formas características de la cerámica cicládica
El kernos es una vasija con una serie de pequeños recipientes unidos a un pie común y con varios formatos. Los kérnoi son interpretados como vasijas rituales para las libaciones.
La otra forma es la llamada «sartén», que apareció en la fase de transición entre el Cicládico Antiguo I y el Cicládico Antiguo II. Se trata de una pieza de cerámica de función desconocida, cuya cara exterior se halla decorada con múltiples temas: espirales enlazadas de tradición neolítica, soles radiados, círculos de líneas onduladas y los barcos, sin velas y movidos a fuerza de muchos remos, con un extremo elevado y rematado por la figura de un pez. La función de las «sartenes» ha sido muy controvertida: unos las consideran insignias procesionales; otros, discos solares, por la simbología de los motivos incisos en ellas. También se ha sugerido que podrían rellenarse de agua y funcionar como espejos. Hay diferentes tipologías entre las que se encuentra el tipo Kampos, que tiene una sola asa y la decoración compuesta por espirales en torno a una estrella central; y el tipo Siros, que tiene dos asas, decoración con círculos concéntricos o espirales, y a veces aparecen representados barcos o el triángulo púbico femenino.
Otras formas cerámicas de la civilización cicládica son unas botellas de cuello cónico, con un acabado de tipo metálico, además de ciertas piezas en forma de animales, askoi, entre los que sobresale un ejemplar procedente de Thera (Santorini), un erizo sentado que sostiene una vasija.

## Evolución de la decoración

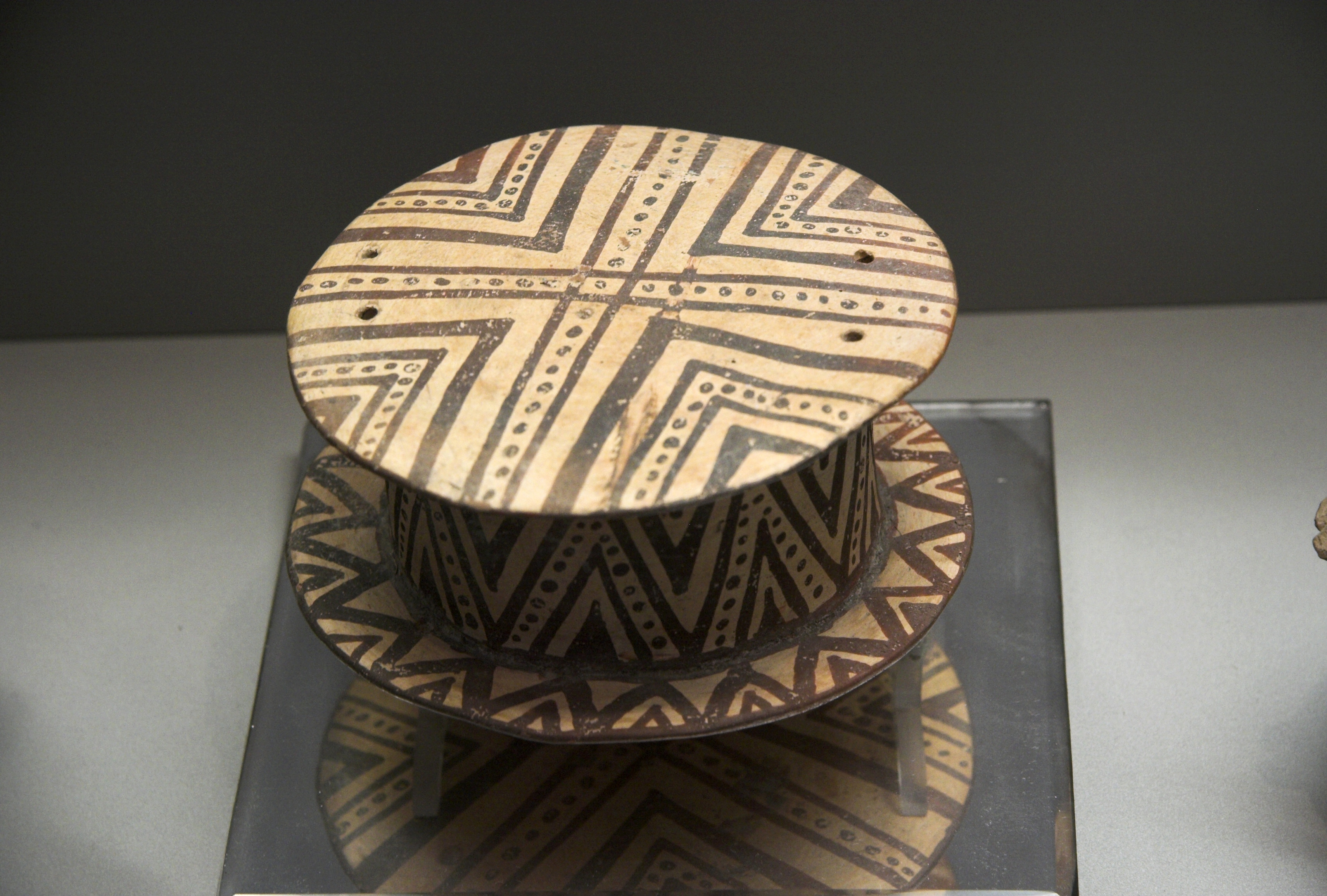
Píxide del periodo Cicládico Antiguo II en forma de bobina con decoración oscura sobre fondo claro, procedente de Jalandrianí.

Con respecto a la decoración, en el periodo Cicládico Antiguo I esta se compone de densas líneas rectas delgadas incisas que forman figuras parecidas a espinas de pescado o triángulos. A menudo estas líneas incisas se rellenaban con caolín, que es de color blanco y destacaban sobre la superficie oscuras de las vasijas. En fases posteriores se desarrollan también otros motivos geométricos como espirales, círculos concéntricos y otros aunque a veces se representan también motivos naturalistas como peces, aves, serpientes y personas. Por otra parte, en el Cicládico Antiguo II se distingue un tipo de  decoración oscura sobre fondo claro, de colores brillantes rojizos o negro, propio de las islas septentrionales, de otro tipo también con decoración oscura sobre fondo claro, pero con colores mates, que es más habitual en las islas meridionales. En el Cicládico Antiguo III es cuando llega desde Oriente el torno de alfarero y aparece otro tipo de decoración clara sobre fondo oscuro probablemente fabricado en la isla de Milo y extendido por la de Paros y del que es característica una forma de copa con pie.